# Середа, Глеб Аркадьевич
Глеб Арка́дьевич Середа́ (13 августа 1916, Севастополь, Таврическая губерния — 20 апреля 1990, Обнинск, Калужская область) — российский учёный-радиохимик, доктор химических наук, лауреат Государственной премии СССР.

## Биография
Родился 13 августа 1916 года в Севастополе.
Окончив химико-технологический институт им. С. М. Кирова, работал на инженерных и руководящих должностях различных комбинатов и заводов Мурманской, Оренбургской, Московской областей и в Удмуртии.
Во время войны технолог, начальник цеха по производству хрома и никеля на комбинате «Южуралникель» . В послевоенное время начальник опытного завода в г. Электросталь, главный инженер оборонного завода в г. Глазов, с 1 января 1953 г. директор научно-исследовательского института (Лаборатория «Б») — «шарашки» на озере Сунгуль.
С 1955 по июнь 1959 начальник Центральной заводской лаборатории в Челябинске-40 (ПО «Маяк»). Один из руководителей ликвидации последствий радиационной аварии 1957 года. Начальник (по совместительству) Опытной научно-исследовательской станции (ОНИС).
В июне 1959 года принят на работу старшим научным сотрудником Обнинского полигона. В апреле 1960 года назначен председателем научно-технического совета полигона, в августе того же года — заведующим созданной им радиохимической лаборатории. В январе 1962 года возглавил отдел ядерной метеорологии Обнинского отделения ИПГ, через месяц назначен заместителем директора ИПГ по научной части по Обнинскому отделению. Одновременно до 1965 г. исполнял обязанности заведующего отделом.
С января 1964 года директор Обнинского филиала ИПГ ГУГМС. С января 1967 года до 1970 г. заместитель директора по научной работе Гидрометцентра СССР.
В 1970—1985 директор Обнинского филиала МИФИ. Одновременно в 1971—1983 зав. кафедрой АСУ, с 1983 зав. кафедрой общей и специальной химии (ОиСХ).
Участник ликвидации последствий катастрофы на Чернобыльской АЭС в 1986—1987 годах.

## Награды и звания
- Доктор химических наук (1957);
- Профессор;
- Государственная премия СССР;
- Орден Ленина;
- Другие государственные награды.